# Чхве Джиу
Чхве Джиу́ (кор. 최지우?, 崔志宇?), урождённая Чхве Михян (кор. 최미향?, 崔美香?); род. 11 июня 1975 в Пхаджу) — южнокорейская актриса и модель.

## Биография
Чхве Михян окончила школу в Пусане, затем Пусанский женский колледж по специальности аэробика. Впервые её заметили, когда она выиграла в 1994 году конкурс талантов, организованный компанией MBC и дебютировала в сериале 1995 года «Война и любовь», после чего взяла себе сценическое имя — Чхве Джиу. Она также снялась в телесериале «Первая любовь», где впервые встретилась на съёмочной площадке с Пэ Ёнджуном.
В 2001 году Чхве Джиу принесла успех роль девушки-сироты, страдающей от лейкемии, в сериале «Красивые дни», где её партнёром был Ли Бёнхон. В том же году она поступила в Университет Ханян (в Сеуле) на отделение театрального и киноискусства. Несмотря на то, что Чхве закончила первый курс, ей пришлось бросить учёбу из-за интенсивного рабочего графика.

## Корейская волна
В 2002 году Чхве Джиу снялась в популярном мелодраматическом сериале «Зимняя соната», где её партнёром снова стал Пэ Ёнджун. Сериал был спродюсирован KBS и снят режиссёром Юн Сокхо. «Зимняя соната» была одним из первых проявлений «корейской волны» в Японии. В результате Чхве Джиу обрела огромную популярность в Японии и других странах Азии, а её японские поклонники даже окрестили её как «Принцесса Чхве». Её успех продолжился с выходом драмы «Лестница на небеса» с актёром Квон Санъу.
По данным Gallup Korea и Research Japan[когда?], она является одной из самых известных корейских актрис среди жителей Японии.

## Фильмография

### Теледрамы
- 2008: Star’s Lover (SBS)
- 2007: Air City (MBC)
- 2006: RONDO (TBS)
- 2003: Лестница в небеса/ Stairway to Heaven (SBS)
- 2003: 101 Proposal
- 2002: Зимняя соната / Winter Sonata (KBS)
- 2001: Beautiful Days (SBS)
- 2000: Mr Duke (MBC)
- 2000: Truth (MBC)
- 1999: Message-Love Stories 2000 (SBS)
- 1999: Love In Three Colors
- 1998: Love/Sarang (MBC)
- 1997: Happiness is in our heart (SBS)
- 1996: First Love (KBS)
- 1995: War and Love

### Фильмы
- 2006: Now and Forever
- 2005: Shadowless Sword (cameo role)
- 2004: У каждого есть секреты
- 2002: The Romantic President
- 1999: Nowhere to Hide
- 1998: First Kiss
- 1997: The Hole
- 1996: The Adventures of Mrs Park

## Награды
- 2006: Timeless Beauty Acting Award (Seoul)
- 2005: Korean Movies Association — Special Award
- 2005: 41st BaekSang Arts Awards — Special Award (cont. to Hallyu wave)
- 2004: 40th BaekSang Arts Awards — Most Popular Actress in TV Part
- 2003: Golden Film Awards — Most Popular Actress Award
- 2003: SBS Acting Award — Best Actress Award for Special Production Drama Stairway to Heaven
- 2003: SBS Acting Awards — Top 10 Popularity Award
- 2002: KBS Acting Awards- Popularity Award
- 2002: KBS Acting Awards- Best Actress Award — Winter Sonata
- 2002: Best Dresser Awards- TV Talent Category
- 2002: 38th BaekSang Arts Awards- Popularity Award
- 2001: SBS Acting Awards- Best Actress Award for Special Production Drama Beautiful Days
- 2001: SBS Acting Awards- Top 10 Popularity Award
- 2000: MBC Acting Awards- Great Female Performer Award Mr Duke
- 1999: Video Music Awards- Golden Video Actress Award For Your Soul
- 1998: 34th BaekSang Arts Awards- Newcomer Actress Award The Hole
- 1998: 21st Grand Bell Film Awards- Newcomer Actress Award The Hole
- 1995: Korean Isabelle Ajani Award